# Mellow Trax
Mellow Trax (ur. 1972 jako Christian Scharnweber) – niemiecki DJ i producent muzyczny z Hamburga. Tworzy również pod pseudonimami DJ Mellow-D, Chris Daniels, Crystal Hammer, Dick van Nille, DJ D, Majestic 12 i Novaya.

## Dyskografia jako Mellow Trax

### Albumy
- 1999 Mellow Trax – Techno Vibes
- 2004 Mellow Trax – How 2 Rock

### Single
- 1998 Mellow Trax – Phuture Vibes
- 1999 Mellow Trax – Mystery In Space
- 1999 Mellow Trax – Outa Space
- 1999 Mellow Trax – Techno Vibes
- 2001 Mellow Trax Feat. Shaft – Sway (Mucho Mambo)
- 2002 Mellow Trax Vs. War – Low Roder
- 2004 Mellow Trax – Sampleslutz (Rockin' The Beat)
- 2004 Mellow Trax – Days Of Glory / Hypnotizin
- 2005 Mellow Trax – Die Nacht Der Freaks
- 2009 Mellow Trax – Phuture Vibes 09

## Dyskografia jako DJ Mellow-D

### Single
- 1996 Uh Bop! / Symphony Of Brotherhood
- 1996 On And On / Paradise
- 1997 	X-Plosion
- 1998 	Hypnotizin'
- 2000 	@ Night
- 2005 	Hacienda